# Susanne Krege
Susanne Krege (geb. 1963) ist eine deutsche Ärztin, Wissenschaftlerin und Fachautorin. Sie ist Professorin für Urologie und gehört dem Vorstand der Deutschen Gesellschaft für Urologie (DGU) an. Krege wurde im Jahr 2023 zur Präsidentin der Fachgesellschaft gewählt und ist somit die zweite Frau und die erste Chefärztin, die als Vorsitzende der DGU fungiert. Kreges Schwerpunkte sind die Urologische Onkologie, plastisch-rekonstruktive Operationen bei Kindern und Erwachsenen sowie Geschlechtsangleichungen.
Krege studierte Humanmedizin an der Rheinisch-Westfälischen Technischen Hochschule Aachen. Anschließend war sie an der Urologie des Urbankrankenhauses in Berlin tätig. Im Jahr 2007 übernahm Krege die Leitung der urologischen Abteilung des  Alexianer-Krankenhaus Maria Hilf in Krefeld, einer der ältesten urologischen Fachkliniken Deutschlands. Diese Position hatte sie bis 2015 inne.
Krege wurde im Jahr 2015 Direktorin der Klinik für Urologie, Kinderurologie und urologische Onkologie im Betriebsteil Huyssens-Stiftung der Kliniken Essen-Mitte. Sie leitete die Klinik bis 2017 gemeinsam mit dem bisherigen Direktor Darko Kröpl und ist seit 2017 alleinige Direktorin. Unter ihrer Leitung etablierte sich die Essener Klinik als Zweitmeinungszentrum für Hodentumore. Zudem ermöglicht Krege den Patienten der Klinik durch ihr Engagement in der Deutschen Krebsgesellschaft einen erleichterten Zugang zur Teilnahme an neuen Therapiestudien.
Krege engagiert sich in maßgeblicher Position bei mehreren Fachgesellschaften und Gremien. So ist sie Studiensprecherin für den Themenkomplex Hodenkrebs in der Arbeitsgemeinschaft Urologische Onkologie (AUO) der Deutschen Krebsgesellschaft. Für die Deutsche Gesellschaft für Urologie (DGU) war Krege an der Erarbeitung mehrerer Leitlinien der Arbeitsgemeinschaft der Wissenschaftlichen Medizinischen Fachgesellschaften beteiligt. Bis 2022 vertrat Krege innerhalb der DGU das Vorstandsressort Leitlinien und Qualitätssicherung. Im Sommer 2023 wurde Krege durch die Arbeitsgemeinschaft der leitenden Krankenhausärzte in  der Deutschen Gesellschaft für Urologie als zukünftige Vorsitzende der DGU vorgeschlagen und anschließend gewählt. Krege gehört seither dem Vorstand der Fachgesellschaft als Zweite Vizepräsidentin an  und wird den Vorsitz im Jahr 2026 übernehmen. Sie ist nach Margit Fisch die zweite Frau an der Spitze der DGU und die erste Chefärztin, die dieses Amt bekleidet.

## Publikationen
Bücher:
- mit Viktor Grünwald: Pazopanib (Votrient) beim fortgeschrittenen Nierenzellkarzinom. 30 Fragen und Antworten, Thieme Verlag, Stuttgart 2017, ISBN 978-3-13-241047-3

Beiträge in:
- Maurice Stephan Michel, Joachim W. Thüroff, Günter Janetschek, Manfred P. Wirth: Die Urologie Springer Medizin Verlag, Berlin 2023, ISBN 978-3-662-63399-1
- Raimund Stein, Lutz T. Weber, Nuina Younsi, Katrin Zahn, Maximilian Stehr: Die Kinder- und Jugendurologie, Springer Medizin Verlag, Berlin 2023, ISBN 978-3-662-63274-1
- Andreas Hill, Peer Briken, Wolfgang Berner: Lust-voller Schmerz: Sadomasochistische Perspektiven, Psychosozialverlag, Gießen 2018, ISBN 978-3-8379-2804-4
- Katinka Schweizer, Franziska Brunner, Susanne Cerwenka, Timo O. Nieder, Peer Briken: Sexualität und Geschlecht. Psychosoziale, kultur- und sexualwissenschaftliche Perspektiven, Psychosozialverlag, 2017, ISBN 978-3-8379-2444-2

Leitlinien (Mitautorin):
- S2k-Leitlinie Weibliche genitale Fehlbildungen, Leitlinienregisternummer 015/052, AWMF 2020
- S3-Leitlinie Diagnostik, Therapie und Nachsorge der Keimzellentumoren des Hodens, Leitlinienregisternummer 043/05OL, AWMF 2020
- S3-Leitlinie Diagnostik, Therapie und Nachsorge des Nierenzellenkarzimoms. Leitlinienregisternummer 043-017OL, AWMF 2023